# Оскар за најбољег редитеља
Оскар за најбољег редитеља (енгл. Academy Award for Best Director), званично Академијина награда за најбоље режирање (енгл. Academy Award for Best Directing), једна је од најважнијих награда које додељује америчка Академија филмских уметности и наука (енгл. Academy of Motion Picture Arts and Sciences). Номинације за награду додељују искључиво чланови редитељског огранка Академије, а избор врше сви чланови Академије.

## Историја
На првој додели Оскара додељена су два Оскара за режију — за режију драме и за режију комедије. Већ од идуће доделе, додељиван је само један Оскар за режију.
Награда за режију често је била повезана са Оскаром за најбољи филм. Од 80 филмова који су добили Оскара за најбољи филм, 59 је добило Оскара и за најбољу режију. Само три пута се десило да није био номинован редитељ филма који је добио Оскара за најбољи филм: Вилијам Велман за Крила (1927/28), Едмунд Голдинг за Гранд хотел (1931/32) и Брус Бересфорд за Возећи госпођицу Дејзи (1989). Само у два случаја Оскар је додељен за режију филма који није био номинован за Оскара за најбољи филм, и то на прве две доделе Оскара. Добитници су били Луис Мајлстоун (1927/28) и Френк Лојд (1928/29).
У два случаја, 1961. и 2007. награду за режију није добио појединац, него редитељски пар. 
У складу са стриктним правилима Америчког удружења редитеља (DGA), само једна особа може да буде потписана на шпици као редитељ. Правило је уведено да би се избегло умањивање редитељског доприноса убацивањем продуцената и глумаца као коредитеља. Међутим, DGA у ретким случајевима дозвољава изузетке у смислу да двојица могу да буду потписана као редитељи. У историји Оскара забележено је три случаја да двојица редитеља буду номинована за исти филм, и то: Роберт Вајз and Џером Робинс (добили Оскара за Причу са западне стране, 1961); Ворен Бејти и Бак Хенри (били су номиновани за Небо може да сачека, 1978), и Џоел и Итан Коен (који су добили Оскара за Нема земље за старце, 2007).
Осморо људи је за исти филм било номиновано и за најбољу режију и за најбољу мушку улогу. Ворен Бејти (Небо може са сачека и Црвени) и Клинт Иствуд (Неопроштено и Девојка од милион долара) чак по двапут, а осталих шест су: Орсон Велс (Грађанин Кејн), Лоренс Оливије (Хамлет), Вуди Ален (Ени Хол), Кенет Брана (Хенри V), Кевин Костнер (Плес са вуковима) и Роберто Бенињи (Живот је леп). Нико није успео да добије обе награде. Четворица су добили Оскара за режију али не и за глуму: Ален, Бејти (за Црвене), Костнер и Иствуд (за оба филма). Двојица су добили Оскара за глуму али не и за режију: Бенињи и Оливије. Коначно, тројица нису освојила Оскара ни за једну номинацију: Бејти (за Небо може да сачека), Брана и Велс.
Многи познати редитељи никада нису добили Оскара за режију: Роберт Алтман, Алфред Хичкок, Кинг Видор, Федерико Фелини, Стенли Кјубрик, Сидни Лумет, Питер Вир, Ингмар Бергман, Стенли Крејмер, Ернст Лубич, Дејвид Линч, Артур Пен, Ридли Скот, Џорџ Лукас, Чарли Чаплин, Хауард Хокс, Акира Куросава или Орсон Велс. Неки цењени редитељи, као шти су: Тим Бертон, Брајан де Палма, Дејвид Кроненберг, Жан-Лик Годар, Луис Буњуел, Џон Франкенхајмер, Спајк Ли или Серђо Леоне, нису никада били чак ни номиновани.
Стивен Долдри је био номинован за Оскара за режију за прва два филма која је режирао (2000. и 2002), а Џером Робинс је добио Оскара за режију јединог филма који је режирао (1961).
Само је једна жена освојила Оскара за режију (Кетрин Бигелоу, 2010), од четири номиноване: Џејн Кемпион, Софија Копола, Лина Вертмилер и Кетрин Бигелоу.
Ниједан филм који је добио Оскара за режију није изгубљен, док код филмова који су били само номиновани за режију има два изузетка — Патриота (1928) је изгубљен, а Сорел и син (1927/28) је делимично изгубљен (сачувана је само некомплетна копија). Филм Drag (један од филмова за које је Френк Лојд био номинован 1929) дуго се сматрао изгубљеним, али изгледа да је ипак сачуван. Добитник Оскара за режију комедије 1927/28 Два арабијска витеза, такође се дуго сматрао изгубљеним, али је онда пронађен сачуван у архиви Хауарда Хјуза и приказан на телевизији, заједно са још једним филмом номинованим на првој додели (Рекет), који се такође сматрао изгубљеним.

## Рекорди
| Категорија            | Име            | Рекорд        | Година  | Примедба                               |
| --------------------- | -------------- | ------------- | ------- | -------------------------------------- |
| Највише награда       | Џон Форд       | 4 Оскара      | 1952    | Награде су резултат 5 номинација.      |
| Највише номинација    | Вилијам Вајлер | 12 номинација | 1965    | Номинације су резултовале са 3 Оскара. |
| Најстарији добитник   | Клинт Иствуд   | 74 године     | 2004    | Девојка од милион долара               |
| Најстарији номиновани | Џон Хјустон    | 79 година     | 1985.   | Част Прицијевих                        |
| Најмлађи добитник     | Норман Торог   | 32 године     | 1930/31 | Скипи                                  |
| Најмлађи номиновани   | Џон Синглтон   | 24 године     | 1991    | Boyz N the Hood                        |

Џон Форд је једини који је освојио четири Оскара за режију, а следе Френк Капра и Вилијам Вајлер са по три награде. Вајлер је имао највише номинација, чак 12. Највише номинација од којих ниједна није добила награду имају Роберт Алтман, Кларенс Браун, Алфред Хичкок и Кинг Видор, сви са по пет номинација.
Само два редитеља су добили Оскаре за режију у две узастопне године: Џон Форд 1940. за Плодове гнева и 1941. за Како је била зелена моја долина и Џозеф Л. Манкевиц 1949. за Писмо трима женама и 1950. за Све о Еви.

## Вишеструке номинације
На следећем списку налази се име 91 редитеља који су барем двапут номиновани за Оскара за најбољу режију. Листа је формирана према броју добијених награда, а у загради се налази укупан број номинација за сваког.
| - 4: Џон Форд (5) - 3: Вилијам Вајлер (12) - 3: Френк Капра (6) - 2: Били Вајлдер (8) - 2: Дејвид Лин (7) - 2: Фред Зинеман (7) - 2: Стивен Спилберг (7) - 2: Елија Казан (5) - 2: Џорџ Стивенс (5) - 2: Клинт Иствуд (4) - 2: Френк Лојд (4) - 2: Џозеф Л. Манкевиц (4) - 2: Милош Форман (3) - 2: Лио Макари (3) - 2: Луис Мајлстоун (3) - 2: Оливер Стоун (3) - 2: Роберт Вајз (3) - 2: Френк Борзејги (2) - 1: Мартин Скорсезе (8) - 1: Вуди Ален (7) - 1: Џорџ Кјукор (5) - 1: Мајкл Кертиз (5) - 1: Џон Хјустон (5) - 1: Френсис Форд Копола (4) - 1: Мајк Николс (4) - 1: Џоел Коен (3) - 1: Боб Фоси (3) - 1: Роман Полански (3) - 1: Сидни Полак (3) - 1: Керол Рид (3) - 1: Џон Шлесинџер (3) | - 1: Ворен Бејти (2) - 1: Роберт Бентон (2) - 1: Бернардо Бертолучи (2) - 1: Џејмс Камерон (2) - 1: Итан Коен (2) - 1: Вилијам Фридкин (2) - 1: Рон Хауард (2) - 1: Питер Џексон (2) - 1: Анг Ли (3) - 1: Бари Левинсон (2) - 1: Винсент Минели (2) - 1: Роберт Редфорд (2) - 1: Џорџ Рој Хил (2) - 1: Стивен Содерберг (2) - 1: Норман Торог (2) - 0: Роберт Алтман (5) - 0: Кларенс Браун (5) - 0: Алфред Хичкок (5) - 0: Кинг Видор (5) - 0: Федерико Фелини (4) - 0: Стенли Кјубрик (4) - 0: Сидни Лумет (4) - 0: Питер Вир (4) - 0: Ингмар Бергман (3) - 0: Ричард Брукс (3) - 0: Стивен Долдри (3) - 0: Џејмс Ајвори (3) - 0: Норман Џуисон (3) - 0: Стенли Крејмер (3) - 0: Ернст Лубич (3) - 0: Дејвид Линч (3) | - 0: Александер Пејн (3) - 0: Артур Пен (3) - 0: Дејвид О. Расел (3) - 0: Ридли Скот (3) - 0: Вилијам Велман (3) - 0: Сем Вуд (3) - 0: Џон Борман (2) - 0: Дејвид Финчер (2) - 0: Стивен Фрирс (2) - 0: Ласе Халстрем (2) - 0: Алехандро Гонзалез Ињариту (2) - 0: Роланд Џофи (2) - 0: Хенри Кинг (2) - 0: Грегори Ла Кава (2) - 0: Мајк Ли (2) - 0: Роберт З. Леонард (2) - 0: Џошуа Логан (2) - 0: Џорџ Лукас (2) - 0: Теренс Малик (2) - 0: Бенет Милер (2) - 0: Алан Паркер (2) - 0: Ото Преминџер (2) - 0: Џејсон Рајтман (2) - 0: Марк Робсон (2) - 0: Роберт Росен (2) - 0: Џим Шеридан (2) - 0: Јозеф фон Штернберг (2) - 0: Квентин Тарантино (2) - 0: В. С. Ван Дајк (2) - 0: Гас Ван Сан (2) - 0: Питер Јејтс (2) |

## Добитници и номиновани
Церемоније доделе су поређане хронолошки, с тим да је одмах уз годину сваке доделе наведено име добитника, после чега следе називи филма/филмова за који су награђени. Иза имена добитника се налазе имена осталих номинованих на истој додели, поређана по абецедном реду презимена.
Следећи устаљену праксу Академије, године су дате тако да се односе на годину у којој је филм приказан. Дакле, Оскар за најбољу режију 1965. додељен је на церемонији одржаној 1966.

### 1920-е
Као што је већ поменуто, на првој додели 1929. (за 1927/28) додељена су два Оскара за режију, за режију драме и за режију комедије.
| Година            | добитник филм                         | Номинације |
| ----------------- | ------------------------------------- | --- |
| 1927/1928 (драма) | Френк Борзејги — Седмо небо           | Херберт Бренон — Сорел и син Кинг Видор — Гомила |
| (комедија)        | Луис Мајлстоун — Два арабијска витеза | Чарли Чаплин — Циркус Тед Вајлд — Брзина |
| 1928/1929         | Френк Лојд — Божанствена жена         | Лајонел Баримор — Мадам Икс Хари Бомонт — Бродвејска мелодија Ирвин Камингс — У старој Аризони Френк Лојд — Уморна река and Drag Ернст Лубич — Патриота |

### 1930-е
| Година    | добитник филм                          | Номинације |
| --------- | -------------------------------------- | --- |
| 1929/1930 | Луис Мајлстоун — На западу ништа ново  | Кларенс Браун — Ана Кристи и Романса Роберт З. Леонард — Разведена жена Ернст Лубич — Љубавна парада Кинг Видор — Халелуја                |
| 1930/1931 | Норман Торог — Скипи                   | Кларенс Браун — Слободна душа Луис Мајлстоун — Насловна страна Весли Раглс — Симарон Јозеф фон Штернберг — Мароко                         |
| 1931/1932 | Френк Борзејги — Лоша девојка          | Кинг Видор — Шампион Јозеф фон Штернберг — Шангај експрес                                                                                 |
| 1932/1933 | Френк Лојд — Кавалкада                 | Френк Капра — Дама за један дан Џорџ Кјукор — Мале жене                                                                                   |
| 1934      | Френк Капра — Догодило се једне ноћи   | Виктор Шерцингер — Ноћ љубави В. С. Ван Дајк — Танки човек                                                                                |
| 1935      | Џон Форд — Потказивач                  | Хенри Хатавеј — Животи бенгалског тигра Френк Лојд — Побуна на броду Баунти                                                               |
| 1936      | Френк Капра — Господин Дидс иде у град | Грегори Ла Кава — Мој човек Годфри Роберт З. Леонард — Велики Зигфилд В. С. Ван Дајк — Сан Франциско Вилијам Вајлер — Додсворт            |
| 1937      | Лео Макери — Друга брачна ноћ          | Вилијам Дитерле — Живот Емила Золе Сидни Френклин — Добра земља Грегори Ла Кава — Улаз на позорницу Вилијам Велман — Звезда је рођена     |
| 1938      | Френк Капра — У гроб ништа не носиш    | Мајкл Кертиз — Анђели гаравог лица Мајкл Кертиз — Четири кћери Норман Торог — Град дечака Кинг Видор — Цитадела                           |
| 1939      | Виктор Флеминг — Прохујало са вихором  | Френк Капра — Господин Смит иде у Вашингтон Џон Форд — Поштанска кочија Сем Вуд — Збогом, господине Чипс Вилијам Вајлер — Оркански висови |

### 1940-е
| Година | добитник филм                                 | Номинације |
| ------ | --------------------------------------------- | --- |
| 1940   | Џон Форд — Плодови гнева                      | Џорџ Кјукор — Филаделфијска прича Алфред Хичкок — Ребека Сем Вуд — Кити Фојл Вилијам Вајлер — Писмо                               |
| 1941   | Џон Форд — Како је била зелена моја долина    | Александер Хол — Долази господин Џордан Хауард Хокс — Наредник Јорк Орсон Велс — Грађанин Кејн Вилијам Вајлер — Мале лисице       |
| 1942   | Вилијам Вајлер — Госпођа Минивер              | Мајкл Кертиз — Кицош са севера Џон Фароу — Острво Вејк Мервин Лерој — Робови прошлости Сем Вуд — Кингс Роуд                       |
| 1943   | Мајкл Кертиз — Казабланка                     | Кларенс Браун — Људска комедија Хенри Кинг — Бернадетина песма Ернст Лубич — Небо може да сачека Џорџ Стивенс — Што више, то боље |
| 1944   | Лио Макари — Идући својим путем               | Алфред Хичкок — Чамац за спасавање Хенри Кинг — Вилсон Ото Преминџер — Лора Били Вајлдер — Двострука обмана                       |
| 1945   | Били Вајлдер — Изгубљени викенд               | Кларенс Браун — Велика награда Алфред Хичкок — Зачаран Лио Макари — Звона Свете Марије Жан Реноар — Јужњак                        |
| 1946   | Вилијам Вајлер — Најлепше године нашег живота | Кларенс Браун — Пролеће живота Френк Капра — Диван живот Дејвид Лин — Кратак сусрет Роберт Сиодмак — Убице                        |
| 1947   | Елија Казан — Џентлменски споразум            | Џорџ Кјукор — Двоструки живот Едвард Дмитрик — Унакрсна ватра Хенри Костер — Бискупова жена Дејвид Лин — Велика очекивања         |
| 1948   | Џон Хјустон — Благо Сијера Мадре              | Анатол Литвак — Змијско легло Џин Негулеско — Џони Белинда Лоренс Оливије — Хамлет Фред Зинеман — Деца Европе                     |
| 1949   | Џозеф Л. Манкевиц — Писмо трима женама        | Керол Рид — Пали идол Роберт Росен — Сви краљеви људи Вилијам Велман — Бојиште Вилијам Вајлер — Наследница                        |

### 1950-е
| Година | Добитник Филм                     | Номинације |
| ------ | --------------------------------- | --- |
| 1950   | Џозеф Л. Манкевиц — Све о Еви     | Џорџ Кјукор — Јуче рођена Џон Хјустон — Џунгла на асфалту Керол Рид — Трећи човек Били Вајлдер — Булевар сумрака                             |
| 1951   | Џорџ Стивенс — Место под сунцем   | Џон Хјустон — Афричка краљица Елија Казан — Трамвај звани жеља Винсент Минели — Американац у Паризу Вилијам Вајлер — Детективска прича       |
| 1952   | Џон Форд — Миран човек            | Сесил Б. Демил — Највећа представа на свету Џон Хјустон — Мулен Руж Џозеф Л. Манкевиц — 5 прстију Фред Зинеман — Тачно у подне               |
| 1953   | Фред Зинеман — Одавде до вечности | Џорџ Стивенс — Шејн Чарлс Волтерс — Лили Били Вајлдер — Сталаг 17 Вилијам Вајлер — Празник у Риму                                            |
| 1954   | Елија Казан — На доковима Њујорка | Алфред Хичкок — Прозор у двориште Џорџ Ситон — Провинцијалка Вилијам Велман — Записано на небу Били Вајлдер — Сабрина                        |
| 1955   | Делберт Ман — Марти               | Елија Казан — Источно од раја Дејвид Лин — Летње доба Џошуа Логан — Пикник Џон Стерџес — Лош дан у Блек Року                                 |
| 1956   | Џорџ Стивенс — Див                | Мајкл Андерсон — Пут око света за 80 дана Волтер Ланг — Краљ и ја Кинг Видор — Рат и мир Вилијам Вајлер — Пријатељско убеђивање              |
| 1957   | Дејвид Лин — Мост на реци Квај    | Џошуа Логан — Сајонара Сидни Лумет — 12 гневних људи Марк Робсон — Градић Пејтон Били Вајлдер — Сведок оптужбе                               |
| 1958   | Винсент Минели — Жижи             | Ричард Брукс — Мачка на усијаном лименом крову Стенли Крејмер — Бекство у ланцима Марк Робсон — Крчма шесте среће Роберт Вајз — Хоћу живети! |
| 1959   | Вилијам Вајлер — Бен Хур          | Џек Клејтон — Пут у високо друштво Џорџ Стивенс — Дневник Ане Франк Били Вајлдер — Неки то воле вруће Фред Зинеман — Прича о калуђерици      |

### 1960-е
| Година | Добитник Филм                                        | Номинације |
| ------ | ---------------------------------------------------- | --- |
| 1960   | Били Вајлдер — Апартман                              | Џек Кардиф — Синови и љубавници Џулс Дасин — Никад суботом Алфред Хичкок — Психо Фред Зинеман — Луталице                                    |
| 1961   | Роберт Вајз и Џером Робинс — Прича са западне стране | Федерико Фелини — Сладак живот Стенли Крејмер — Нирнбершки процес Роберт Росен — Хазардер Џеј Ли Томпсон — Топови с Наварона                |
| 1962   | Дејвид Лин — Лоренс од Арабије                       | Пјетро Ђерми — Развод на италијански начин Роберт Малиган — Убити птицу ругалицу Артур Пен — Чудотворка Френк Пери — Дејвид и Лиза          |
| 1963   | Тони Ричардсон — Том Џонс                            | Федерико Фелини — Осам и по Елија Казан — Америка, Америка Ото Преминџер — Кардинал Мартин Рит — Хад                                        |
| 1964   | Џорџ Кјукор — Моја лепа госпођице                    | Михаел Какојанис — Грк Зорба Питер Гленвил — Бекет Стенли Кјубрик — Доктор Стрејнџлав Роберт Стивенсон — Мери Попинс                        |
| 1965   | Роберт Вајз — Моје песме, моји снови                 | Дејвид Лин — Доктор Живаго Џон Шлесинџер — Дарлинг Хироши Тешигахара — Жена на песку Вилијам Вајлер — Сакупљач                              |
| 1966   | Фред Зинеман — Човек за сва времена                  | Микеланђело Антониони — Увећање Ричард Брукс — Професионалци Клод Лелуш — Један човек и једна жена Мајк Николс — Ко се боји Вирџиније Вулф? |
| 1967   | Мајк Николс — Дипломац                               | Ричард Брукс — Хладнокрвно Норман Џуисон — У врелини ноћи Стенли Крејмер — Погоди ко долази на вечеру Артур Пен — Бони и Клајд              |
| 1968   | Керол Рид — Оливер!                                  | Ентони Харви — Зима једног лава Стенли Кјубрик — 2001: Одисеја у свемиру Ђило Понтекорво — Битка за Алжир Франко Зефирели — Ромео и Јулија  |
| 1969   | Џон Шлесинџер — Поноћни каубој                       | Коста-Гаврас — З Џорџ Рој Хил — Буч Касиди и Санденс Кид Артур Пен — Алисин ресторан Сидни Полак — Коње убијају, зар не?                    |

### 1970-е
| Година | Добитник Филм                              | Номинације |
| ------ | ------------------------------------------ | --- |
| 1970   | Френклин Шафнер — Патон                    | Роберт Алтман — MASH Федерико Фелини — Сатирикон Артур Хилер — Љубавна прича Кен Расел — Заљубљене жене                                                       |
| 1971   | Вилијам Фридкин — Француска веза           | Питер Богданович — Последња биоскопска представа Норман Џуисон — Виолиниста на крову Стенли Кјубрик — Паклена поморанџа Џон Шлесинџер — Недеља, крвава недеља |
| 1972   | Боб Фоси — Кабаре                          | Џон Борман — Ослобађање Френсис Форд Копола — Кум Џозеф Л. Манкевиц — Њушкало Јан Троел — Емигранти                                                           |
| 1973   | Џорџ Рој Хил — Жаока                       | Ингмар Бергман — Крици и шапутања Бернардо Бертолучи — Последњи танго у Паризу Вилијам Фридкин — Истеривач ђавола Џорџ Лукас — Амерички графити               |
| 1974   | Френсис Форд Копола — Кум II               | Џон Касаветес — Жена под утицајем Боб Фоси — Лени Роман Полански — Кинеска четврт Франсоа Трифо — Америчка ноћ                                                |
| 1975   | Милош Форман — Лет изнад кукавичјег гнезда | Роберт Алтман — Нешвил Федерико Фелини — Амаркорд Стенли Кјубрик — Бари Линдон Сидни Лумет — Пасје поподне                                                    |
| 1976   | Џон Авилдсен — Роки                        | Ингмар Бергман — Лицем у лице Сидни Лумет — ТВ мрежа Алан Џеј Пакула — Сви председникови људи Лина Вертмилер — Пасквалино лепотан                             |
| 1977   | Вуди Ален — Ени Хол                        | Џорџ Лукас — Звездани ратови Херберт Рос — Прекретница Стивен Спилберг — Блиски сусрети треће врсте Фред Зинеман — Џулија                                     |
| 1978   | Мајкл Чимино — Ловац на јелене             | Вуди Ален — Ентеријери Хал Ешби — Повратак ратника Ворен Бејти и Бак Хенри — Небо може да сачека Алан Паркер — Поноћни експрес                                |
| 1979   | Роберт Бентон — Крамер против Крамера      | Френсис Форд Копола — Апокалипса данас Боб Фоси — Сав тај џез Едуар Молинаро — Кавез лудости Питер Јејтс — Четири мангупа                                     |

### 1980-е
| Година | Добитник Филм                             | Номинације |
| ------ | ----------------------------------------- | --- |
| 1980   | Роберт Редфорд — Обични људи              | Дејвид Линч — Човек слон Роман Полански — Теса — чиста жена Ричард Раш — Каскадер Мартин Скорсезе — Разјарени бик                              |
| 1981   | Ворен Бејти — Црвени                      | Хју Хадсон — Ватрене кочије Луј Мал — Атлантик Сити Марк Рајдел — На Златном језеру Стивен Спилберг — Отимачи изгубљеног ковчега               |
| 1982   | Ричард Атенборо — Ганди                   | Сидни Лумет — Пресуда Волфганг Петерсен — Подморница Сидни Полак — Тутси Стивен Спилберг — Ванземаљац                                          |
| 1983   | Џејмс Л. Брукс — Време нежности           | Брус Бересфорд — Нежно милосрђе Ингмар Бергман — Фани и Александер Мајк Николс — Силквуд Питер Јејтс — Гардеробер                              |
| 1984   | Милош Форман — Амадеус                    | Вуди Ален — Бродвеј Дени Роуз Роберт Бентон — Места у срцу Роланд Џофи — Поља смрти Дејвид Лин — Пут у Индију                                  |
| 1985   | Сидни Полак — Моја Африка                 | Ектор Бабенко — Пољубац жене паука Џон Хјустон — Част Прицијевих Акира Куросава — Хаос / Ран Питер Вир — Сведок                                |
| 1986   | Оливер Стоун — Вод смрти                  | Вуди Ален — Хана и њене сестре Џејмс Ајвори — Соба са погледом Роланд Џофи — Мисија Дејвид Линч — Плави сомот                                  |
| 1987   | Бернардо Бертолучи — Последњи кинески цар | Џон Борман — Нада и слава Ласе Халстрем — Мој пасји живот Норман Џуисон — Опчињена месецом Адријан Лајн — Кобна привлачност                    |
| 1988   | Бари Левинсон — Кишни човек               | Чарлс Крајтон — Риба звана Ванда Мајк Николс — Запослена девојка Алан Паркер — Мисисипи у пламену Мартин Скорсезе — Посљедње Христово искушење |
| 1989   | Оливер Стоун — Рођен 4. јула              | Вуди Ален — Злочини и прекршаји Кенет Брана — Хенри V Џим Шеридан — Моје лево стопало Питер Вир — Друштво мртвих песника                       |

### 1990-е
| Година | Добитник Филм                             | Номинације |
| ------ | ----------------------------------------- | --- |
| 1990   | Кевин Костнер — Плес са вуковима          | Френсис Форд Копола — Кум III Стивен Фрирс — Преваранти Барбет Шредер — Обрт среће Мартин Скорсезе — Добри момци                 |
| 1991   | Џонатан Деми — Кад јагањци утихну         | Бари Левинсон — Багзи Ридли Скот — Телма и Луиз Џон Синглтон — Момци из краја Оливер Стоун — Џ. Ф. К.                            |
| 1992   | Клинт Иствуд — Неопроштено                | Роберт Алтман — Играч Мартин Брест — Мирис жене Џејмс Ајвори — Хауардов крај Нил Џордан — Игра плакања                           |
| 1993   | Стивен Спилберг — Шиндлерова листа        | Роберт Алтман — Кратки резови Џејн Кемпион — Клавир Џејмс Ајвори — Остаци дана Џим Шеридан — У име оца                           |
| 1994   | Роберт Земекис — Форест Гамп              | Вуди Ален — Меци изнад Бродвеја Кшиштоф Кјешловски — Три боје: црвено Роберт Редфорд — Квиз Квентин Тарантино — Петпарачке приче |
| 1995   | Мел Гибсон — Храбро срце                  | Мајк Фигис — Напуштајући Лас Вегас Крис Нунан — Бејб Мајкл Радфорд — Поштар Тим Робинс — Мртав човек хода                        |
| 1996   | Ентони Мингела — Енглески пацијент        | Џоел Коен — Фарго Милош Форман — Народ против Ларија Флинта Скот Хикс — Сјај Мајк Ли — Тајне и лажи                              |
| 1997   | Џејмс Камерон — Титаник                   | Питер Катанио — До голе коже Атом Егојан — Слатка сутрашњица Кертис Хансон — Поверљиво из Л. А. Гас Ван Сан — Добри Вил Хантинг  |
| 1998   | Стивен Спилберг — Спасавање редова Рајана | Роберто Бенињи — Живот је леп Џон Маден — Заљубљени Шекспир Теренс Малик — Танка црвена линија Питер Вир — Труманов шоу          |
| 1999   | Сем Мендиз — Америчка лепота              | Ласе Халстрем — Живот нема правила Спајк Џоунз — Бити Џон Малкович Мајкл Ман — Пробуђена савест M. Најт Шамалан — Шесто чуло     |

### 2000-е
| Година | Добитник Филм                                     | Номинације |
| ------ | ------------------------------------------------- | --- |
| 2000   | Стивен Содерберг — Путеви дроге                   | Стивен Долдри — Били Елиот Анг Ли — Притајени тигар, скривени змај Ридли Скот — Гладијатор Стивен Содерберг — Ерин Брокович                  |
| 2001   | Рон Хауард — Блистави ум                          | Роберт Алтман — Госфорд Парк Питер Џексон — Господар прстенова: Дружина прстена Дејвид Линч — Булевар звезда Ридли Скот — Пад црног јастреба |
| 2002   | Роман Полански — Пијаниста                        | Педро Алмодовар — Причај са њом Стивен Долдри — Сати Роб Маршал — Чикаго Мартин Скорсезе — Банде Њујорка                                     |
| 2003   | Питер Џексон — Господар прстенова: Повратак краља | Софија Копола — Изгубљени у преводу Клинт Иствуд — Мистична река Фернандо Меирелес — Божји град Питер Вир — Господар и ратник                |
| 2004   | Клинт Иствуд — Девојка од милион долара           | Тејлор Хекфорд — Реј Мајк Ли — Вира Дрејк Александер Пејн — Странпутице Мартин Скорсезе — Авијатичар                                         |
| 2005   | Анг Ли — Планина Броукбек                         | Џорџ Клуни — Лаку ноћ и срећно Пол Хагис — Фатална несрећа Бенет Милер — Капоти Стивен Спилберг — Минхен                                     |
| 2006   | Мартин Скорсезе — Двострука игра                  | Клинт Иствуд — Писма са Иво Џиме Стивен Фрирс — Краљица Алехандро Гонзалез Ињариту — Вавилон Пол Гринграс — Лет Јунајтед 93                  |
| 2007   | Џоел Коен и Итан Коен — Нема земље за старце      | Пол Томас Андерсон — Биће крви Тони Гилрој — Мајкл Клејтон Џејсон Рајтман — Џуно Џулијан Шнабел — Ронилачко звоно и лептир                   |
| 2008   | Дени Бојл — Милионер са улице                     | Дејвид Финчер — Необични случај Бенџамина Батона Рон Хауард — Фрост/Никсон Гас Ван Сан — Милк Стивен Долдри — Читач                          |
| 2009   | Кетрин Бигелоу — Катанац за бол                   | Џејмс Камерон — Аватар Ли Данијелс — Драгоцена Џејсон Рајтман — У ваздуху Квентин Тарантино — Проклетници                                    |

### 2010-е
| Година | Добитник Филм                            | Номинације |
| ------ | ---------------------------------------- | --- |
| 2010.  | Том Хупер — Краљев говор                 | Дејвид О. Расел — Борац Дејвид Финчер — Друштвена мрежа Дарен Аронофски — Црни лабуд Браћа Коен — Човек звани храброст                  |
| 2011.  | Мишел Азанависијус — Уметник             | Мартин Скорсезе — Иго Александер Пејн — Потомци Вуди Ален — Поноћ у Паризу Теренс Малик — Дрво живота                                   |
| 2012.  | Анг Ли — Пијев живот                     | Михаел Ханеке — Љубав Дејвид О. Расел — У добру и у злу Стивен Спилберг — Линколн Бен Зејтлин — Звери јужних дивљина                    |
| 2013.  | Алфонсо Куарон — Гравитација             | Стив Маквин — Дванаест година ропства Александер Пејн — Небраска Дејвид О. Расел — Америчка превара Мартин Скорсезе — Вук са Вол Стрита |
| 2014.  | Алехандро Гонзалез Ињариту — Човек Птица | Вес Андерсон — Гранд Будапест хотел Ричард Линклејтер — Одрастање Бенет Милер — Рвање са лудилом Мортен Тилдум — Игра кодова            |
| 2015.  | Алехандро Гонзалез Ињариту — Повратник   | Лени Ејбрахамсон — Соба Том Макарти — Под лупом Адам Макеј — Опклада века Џорџ Милер — Побеснели Макс: Ауто-пут беса                    |
| 2016.  | Дејмијен Шазел — La La Land              | Мел Гибсон — Гребен спаса Бари Џенкинс — Месечина Кенет Лонерган — Манчестер на Мору Дени Вилнев — Долазак                              |
| 2017.  | Гиљермо дел Торо — Облик воде            | Пол Томас Андерсон — Фантомска нит Грета Гервиг — Лејди Берд Кристофер Нолан — Денкерк Џоран Пил — Бежи!                                |
| 2018.  | Алфонсо Куарон — Рома                    | Јоргос Лантимос — Миљеница Спајк Ли — Црни члан КККлана Адам Макеј — Човек из сенке Павел Павликовски — Хладни рат                      |
| 2019.  | Пон Чун-хо — Паразит                     | Сем Мендиз — 1917 Тод Филипс — Џокер Мартин Скорсезе — Ирац Квентин Тарантино — Било једном у Холивуду                                  |

### 2020-е
| Година | Добитник Филм                                 | Номинације |
| ------ | --------------------------------------------- | --- |
| 2020.  | Клои Жао — Земља номада                       | Томас Винтерберг — Још једна тура Дејвид Финчер — Манк Ли Ајзак Чунг — Минари Емералд Фенел — Жена која обећава                              |
| 2021.  | Џејн Кемпион — Моћ пса                        | Кенет Брана — Белфаст Рјусуке Хамагучи — Повези ме Пол Томас Андерсон — Пица од сладића Стивен Спилберг — Прича са западне стране            |
| 2022.  | Ден Кван и Данијел Шејнерт — Све у исто време | Мартин Макдона — Духови острва Стивен Спилберг — Фабелманови Тод Филд — Тар Рубен Естлунд — Троугао туге                                     |
| 2023.  | Кристофер Нолан — Опенхајмер                  | Жистин Трије — Анатомија пада Мартин Скорсезе — Убиства под цветним месецом Јоргос Лантимос — Јадна створења Џонатан Глејзер — Зона интереса |
| 2024.  | Шон Бејкер — Анора                            | Брејди Корбет — Бруталиста Џејмс Менголд — Боб Дилан: Потпуни незнанац Жак Одијар — Емилија Перез Корали Фаржа — Супстанца                   |

## Неамерички добитници
Иако су, с обзиром да се ради о америчкој награди, највећи број добитника Американци, постоји и већи број добитника из других земаља. То су:
- Аустралија: Мел Гибсон
- Канада: Џејмс Камерон
- Чехословачка: Милош Форман
- Француска: Роман Полански, Мишел Азанависијус
- Италија: Бернардо Бертолучи
- Нови Зеланд: Питер Џексон
- Пољска: Роман Полански
- Тајван: Анг Ли
- Велика Британија: Ричард Атенборо, Дејвид Лин, Сем Мендиз, Ентони Мингела, Керол Рид, Тони Ричардсон и Џон Шлесинџер